# 罗皇后 (西夏仁宗)
罗皇后（?—?），西夏仁宗李仁孝第二任皇后，汉族人，夏桓宗李纯祐生母。罗氏资容美丽，深得仁宗宠爱。天盛十九年（1167年），羅氏荣登皇后宝座。乾祐二十四年（1193年）夏仁宗病逝，夏桓宗即位，尊罗皇后为皇太后。天慶十三年（1206年），由于和皇帝政见不合，与夏仁宗弟越王李仁友之子、镇夷郡王李安全合谋，废桓宗立李安全，为夏襄宗。六月，李安全让罗太后派人上表金朝，但金朝开始不予承认，经罗太后再次上表册封，金朝才应允。罗太后废立自己的儿子，另立侄子为帝原因无考。其后，史书不再记载西夏皇后的情况。罗皇后谥号章献钦慈皇后。

## 翻译佛经
罗皇后笃崇佛教，在贺兰山佛祖院组织翻译了西夏文的全部大藏经，最终译成的经文共计82部，3579卷，学者在罗皇后组织翻译的经书中发现，很多标有罗皇后罗太后题记的经书都是大周女皇武则天组织刊印的，《华严经》就是其中非常重要的一部。

## 影视形象
纪录片《神秘的西夏》，吴晓莉饰演。